# Subregiones del Atlántico (Colombia)

Municipios del Atlántico

Se conoce con el nombre de subregiones a las divisiones territoriales intermedias que conforman el departamento colombiano del Atlántico. Las actuales cinco subregiones fueron creadas para facilitar la administración del departamento, las cuales agrupan los 23 municipios de dicho ente territorial, incluyendo el área metropolitana de Barranquilla, la capital.

## Historia
Las subregiones tienen su origen en las provincias del departamento del Atlántico de principios del siglo XX, que a su vez proceden de las provincias del Estado Soberano de Bolívar. En 1905, año en el cual se creó el Atlántico como departamento, estaba conformado por las provincias de Sabanalarga y Barranquilla (segregadas del departamento de Bolívar), con capital en la última. En 1908, el Atlántico fue renombrado a departamento de Barranquilla, pero al año siguiente fue suprimido y anexado de nuevo al departamento de Bolívar. En 1910, se volvió a crear definitivamente como departamento mediante la ley 21 del 14 de julio de 1910, con las mismas provincias de 1905.

### Antiguas subregiones

Subregiones del Atlántico hasta 2010

Hasta el 2010 el departamento del Atlántico se encontraba dividido de manera no oficial en 4 subregiones, que eran utilizadas por el DANE para llevar a cabo sus actividades de censo y estadística; éstas eran Centro-Oriente, Norte, Occidente y Sur. A partir de esa fecha se realizaron los siguientes cambios:
- La subregión Norte cambia su nombre a Metropolitana abarcando el área metropolitana de Barranquilla sin cambios territoriales.
- La subregión Occidente es renombrada como Costera.
- La subregión Centro-Oriente se divide en las de Centro y Oriente.
- A la subregión del Centro le es añadida los municipios de Luruaco (del Sur) y Usiacurí (de la Costera).

## Lista
Las subdivisiones del Atlántico son las siguientes:
| Nombre        | Municipios                                                            | Superficie (km²) | Población (hab. 2022) | Mapa |
| ------------- | --------------------------------------------------------------------- | ---------------- | --------------------- | ---- |
| Centro        | Baranoa • Luruaco • Polonuevo • Sabanalarga • Usiacurí                | 949              | 234 667               |      |
| Costera       | Juan de Acosta • Piojó • Tubará                                       | 610              | 49 293                |      |
| Metropolitana | Barranquilla • Galapa • Malambo • Soledad • Puerto Colombia           | 512              | 2 242 154             |      |
| Oriente       | Palmar de Varela • Ponedera • Sabanagrande • Santo Tomás              | 408              | 126 285               |      |
| Sur           | Campo de la Cruz • Candelaria • Manatí • Repelón • Santa Lucía • Suán | 909              | 122 559               |      |